# Krusenbusch

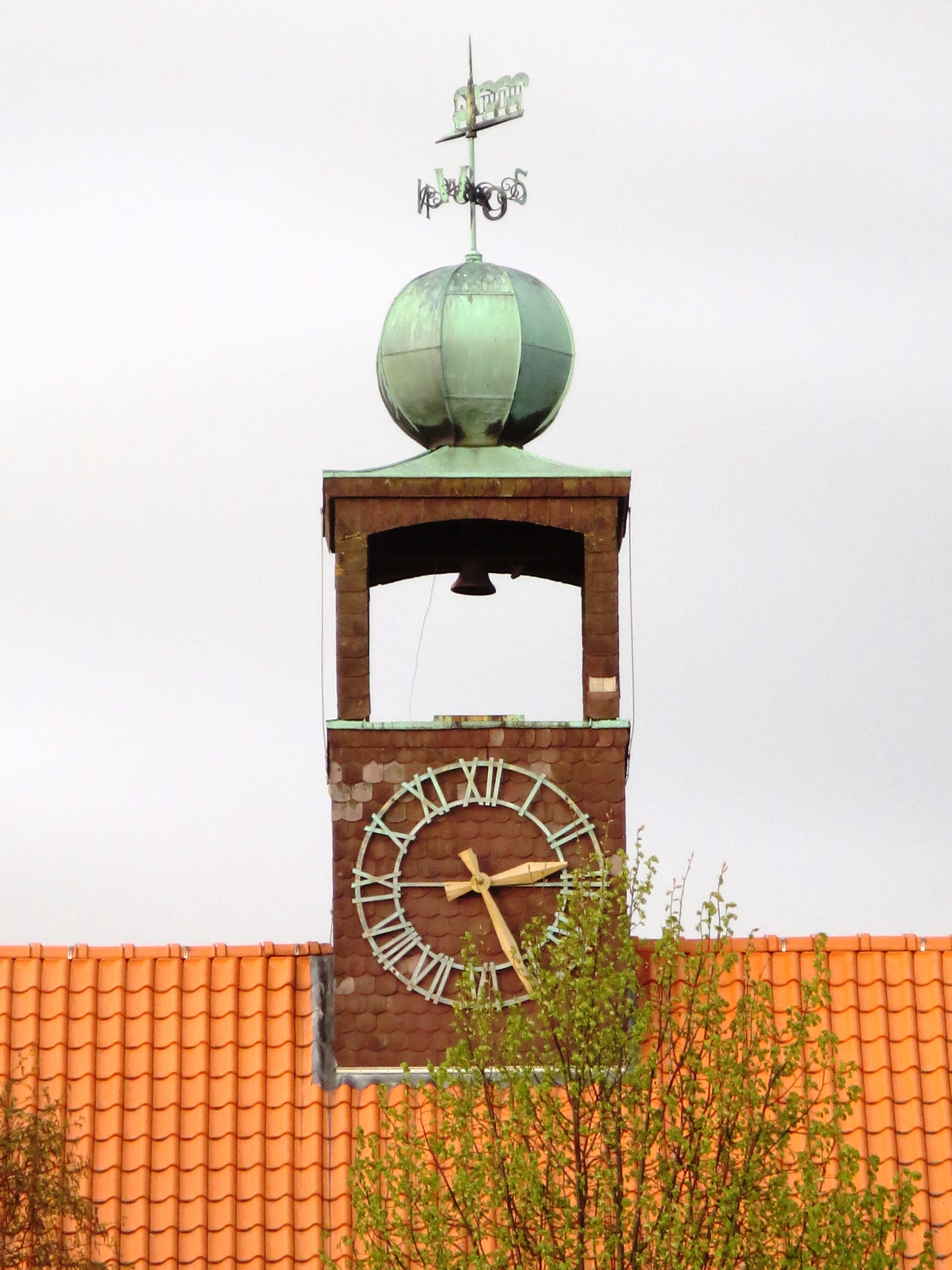
Dachreiter auf der Schule

Krusenbusch ist mit rund 4.000 Einwohnern ein Stadtteil im Süden der niedersächsischen Großstadt Oldenburg (Oldb).

## Geographie
Der Stadtteil liegt fünf Kilometer nördlich von Sandkrug. Entlang der Bahnstrecke Oldenburg–Osnabrück (Südbahn) entstanden bereits in den auf das Kriegsende folgenden Jahren neue Siedlungsgebiete, die fast ausschließlich aus Einfamilienhäusern bestehen.

## Wirtschaft und Infrastruktur
Die Busanbindung wird durch die Buslinien 313 und 323 der Verkehr und Wasser GmbH (VWG) sichergestellt, die eine schnelle Verbindung von der Oldenburger Innenstadt über die Bahnhofsallee und das Kreyen-Centrum (323) bzw. über die Straße "Am Bahndamm" (313) in die Siedlungsgebiete Krusenbuschs ermöglichen. Durch eine Bahnüberführung kann der jenseits der Bahntrasse gelegene Stadtteil Bümmerstede bequem zu Fuß erreicht werden. In vergangenen Zeiten hielten in Krusenbusch auch Züge; der Bahnhof Krusenbusch existiert heute – ebenso wie der ehemalige Haltepunkt Oldenburg-Osternburg – allerdings nicht mehr. Der damalige Güterbahnhof Krusenbusch wurde inzwischen zum Naturschutzgebiet Bahndammgelände Krusenbusch umgestaltet.
In Krusenbusch besteht eine Grundschule, seit 2014 mit Ganztagsbetrieb. Die Ev.-Luth. Kirchengemeinde Osternburg ist mit dem Gemeindezentrum Jona vertreten. Der Bürgerverein Krusenbusch e.V. hat sich die Förderung des Gemeinschaftslebens zur Aufgabe gemacht.